# Rainer Guski
Rainer Hans Guski (* 4. April 1941 in Schlochau, Westpreußen) ist ein deutscher Umweltpsychologe, Hochschullehrer und Sachbuchautor.

## Leben
Rainer Guski führte experimentelle Untersuchungen zur Schallintensität durch und wurde 1975 an der Freien Universität Berlin mit der Dissertation Eine experimentelle Untersuchung zum Wirkungsgefüge Schallstärke – Situationseinschätzung – Leistung zum Doktor der Philosophie promoviert.
Bereits ab 1983 lehrte er als Hochschullehrer allgemeine Psychologie und Umweltpsychologie an der Ruhr-Universität Bochum und war Leiter der Arbeitsgruppe Kognitions- und Umweltpsychologie der dortigen Fakultät für Psychologie. Er arbeitete mit dem Bundesanstalt für Arbeitsschutz und Arbeitsmedizin zusammen und war bis 2015 Leiter der Lärmwirkungsstudie Noise-Related Annoyance, Cognition, and Health (NORAH), der größten deutschen Studie zur Lärmwirkung des Flug-, Straßen- und Schienenverkehrs.

## Schriften (Auswahl)
- Eine experimentelle Untersuchung zum Wirkungsgefüge Schallstärke – Situationseinschätzung – Leistung. Zugleich Dissertation; Fachbereich 11 – Philosophie und Sozialwissenschaften, Freie Universität Berlin, 1975, 228 Seiten.
- Deutsche Briefe über Ausländer. Ein sozialpsychologischer Beitrag zum Verständnis der Ablehnung bzw. Hilfe gegenüber Ausländern an Hand von Briefen deutscher Bürger. Huber Verlag, Mannheim 1986, ISBN 3-456-81475-8.
- Lärm. Wirkungen unerwünschter Geräusche. Huber Verlag, Mannheim 1987, ISBN 978-3-456-81518-3.
- als Mitautor: Belastung durch Geräusche an Arbeitsplätzen mit sprachlicher Kommunikation (= Anstalt für Arbeitsschutz. Schriftenreihe der Bundesanstalt für Arbeitsschutz / Forschung. Fb 545). Verlag für Neue Wissenschaft, Bremerhaven 1998, ISBN 978-3-88314-784-0.
- Grundriss der Psychologie. Band 7, Wahrnehmung. Eine Einführung in die Psychologie der menschlichen Informationsaufnahme (= Kohlhammer-Urban-Taschenbücher. 556). Kohlhammer, Stuttgart 1989, ISBN 978-3-17-010412-9.
  - spanische Übersetzung: La percepción. Diseño psicológico de la información humana (= Biblioteca de psicología. 172). Herder, Barcelona 1992, ISBN 84-254-1770-8.
- Wahrnehmen. Ein Lehrbuch. Kohlhammer, Stuttgart 1996, ISBN 978-3-17-011845-4.
- mit Bernd Malter: Gestaltung von Gefahrensignalen (= Bundesanstalt für Arbeitsschutz und Arbeitsmedizin. Schriftenreihe der Bundesanstalt für Arbeitsschutz und Arbeitsmedizin / Forschung. Fb 935). Verlag für Neue Wissenschaft, Bremerhaven 2001, ISBN 978-3-89701-780-1.